# Ponte Marmone
Il Ponte Marmone è un ponte romano a Pioraco, Italia centrale, presumibilmente eretto sotto l'imperatore Augusto (30 a.C.–14 d.C.).
Apparteneva ad una diramazione della Via Flaminia, che da Nocera Umbra verso est attraversa Pioraco, San Severino, Treia e Osimo fino ad Ancona. La struttura ha una sola arcata a tutto sesto. Ad un'estremità un piccolo arco ribassato ha funzionato come scolmatore. Il Ponte del Gran Caso, anch'esso situato nel centro Italia, presenta un'architettura simile.